# Pèon (fill d'Endimió)
D'acord amb la mitologia grega, Pèon (en grec antic: Παιών) va ser un heroi fill d'Endimió, rei de l'Èlida. Era germà d'Etol i Epeu. Segons les versions, la seva mare era Cròmia, filla d'Itonos, o bé, una nimfa.
Va emigrar de la Cària avergonyit, foragitat pel seu germà Epeu quan li va guanyar la cursa que el va convertir en rei de l'Èlida, i es va instal·lar a la terra que en record seu es va anomenar Peònia; en conseqüència, fou l'heroi epònim dels peonis.